# Maedeli la brèche
Maedeli la brèche is de eerste speelfilm geregisseerd door de Belgische regisseur Jaco Van Dormael.
De korte film werd in 1980 gedraaid. De film duurde 18 minuten, had Zweedse en Franstalige dialogen en werd opgenomen in zwart-wit. De acteurs waren Nico D'Oreye en Julie Dubard. Voor D'Oreye zou het bij deze acteursprestatie blijven. Julie Dubard speelde in 1980 ook in de Franse speelfilm Prune des bois.
Op 7 juni 1981 kreeg Maedeli la brèche bij de achtste editie van de Student Academy Awards een prijs voor de beste Foreign Student Film uitgereikt door de Academy of Motion Picture Arts and Sciences.